# Elachistocleis surumu
Elachistocleis surumu es una especie de anfibio anuro de la familia Microhylidae.

## Distribución geográfica
Esta especie es endémica de Roraima en Brasil. 
Su presencia es incierta en Venezuela y Guyana. Habita entre los 50 y 121 m de altitud.

## Publicación original
- Caramaschi, 2010 : Notes on the taxonomic status of Elachistocleis ovalis (Schneider, 1799) and description of five new species of Elachistocleis Parker, 1927 (Amphibia, Anura, Microhylidae). Boletim do Museu Nacional Nova Serie Río de Janeiro, Brasil, vol. 527, p. 1-30.[3]